# Valongo
Valongo (vɐ'lõgu) è un comune portoghese di 91 274 abitanti situato nel distretto di Porto.

## Società

### Evoluzione demografica
| Popolazione di Valongo (1849 – 2004) | Popolazione di Valongo (1849 – 2004) | Popolazione di Valongo (1849 – 2004) | Popolazione di Valongo (1849 – 2004) | Popolazione di Valongo (1849 – 2004) | Popolazione di Valongo (1849 – 2004) | Popolazione di Valongo (1849 – 2004) | Popolazione di Valongo (1849 – 2004) | Popolazione di Valongo (1849 – 2004) |
| ------------------------------------ | ------------------------------------ | ------------------------------------ | ------------------------------------ | ------------------------------------ | ------------------------------------ | ------------------------------------ | ------------------------------------ | ------------------------------------ |
| 1849                                 | 1900                                 | 1930                                 | 1960                                 | 1981                                 | 1991                                 | 2001                                 | 2004                                 |                                      |
| 8109                                 | 11853                                | 17239                                | 33300                                | 64234                                | 74172                                | 86005                                | 91274                                |                                      |

## Suddivisioni amministrative
Dal 2013 il concelho (o município, nel senso di circoscrizione territoriale-amministrativa) di Valongo è suddiviso in 4 freguesias principali (letteralmente, parrocchie).

### Freguesias
1. Campo: Campo, Sobrado
2. Alfena
3. Ermesinde
4. Valongo